# Cartilagem tireoide
A cartilagem tireoide (português brasileiro) ou cartilagem tiroide (português europeu) é a maior das nove cartilagens que formam o esqueleto laríngeo, a estrutura cartilaginosa dentro e em volta da traqueia que contém a laringe. Está posicionada a nível de C4. Suas lâminas se juntam e formam a proeminência laríngea, conhecida popularmente como "pomo de Adão". A margem superior e os cornos superiores se ligam ao hioide pela membrana tireo-hioide. O corno inferior liga-se à cartilagem cricoide pelas articulações cricotireóideas.
Serve para proteger as cordas vocais e é local de inserção para músculos e adaptar todas elas à boca.

## Galeria de imagens

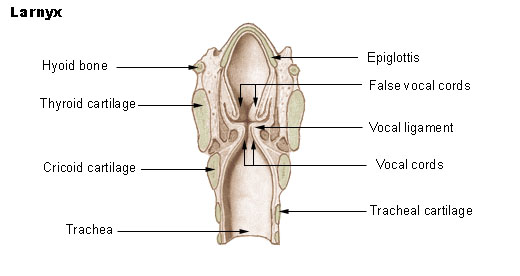
Laringe
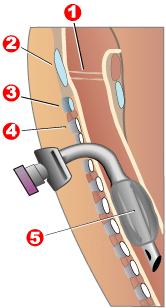
Perfil da garganta, traqueostomia
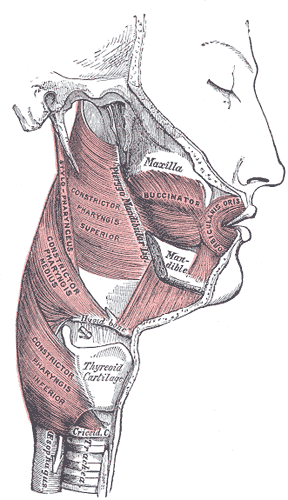
Músculos da faringe e bochechas
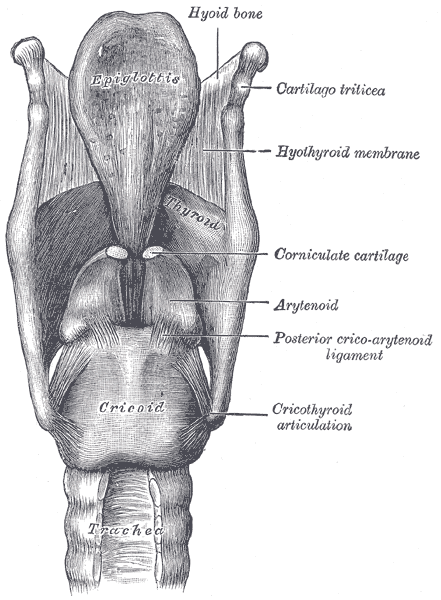
Ligamentos da laringe. Vista posterior
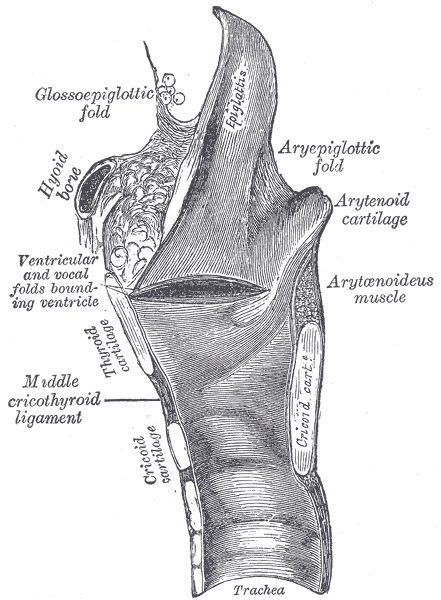
Secção sagital da laringe e porção superior da traqueia
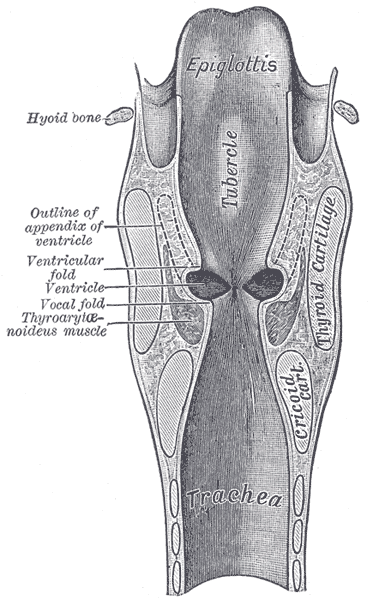
Secção coronal da laringe e porção superior da traqueia
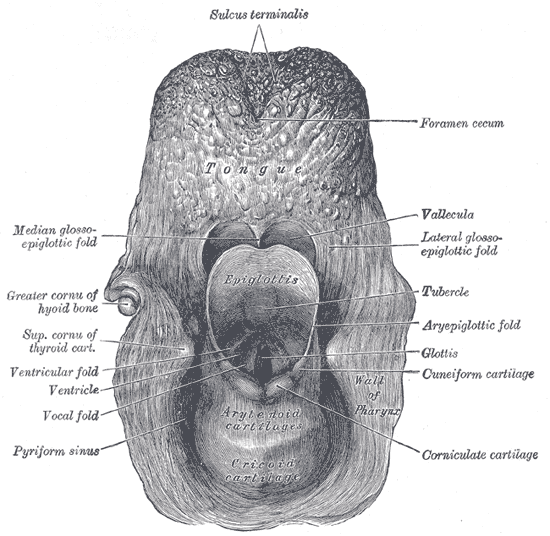
A entrada à laringe, vista de trás
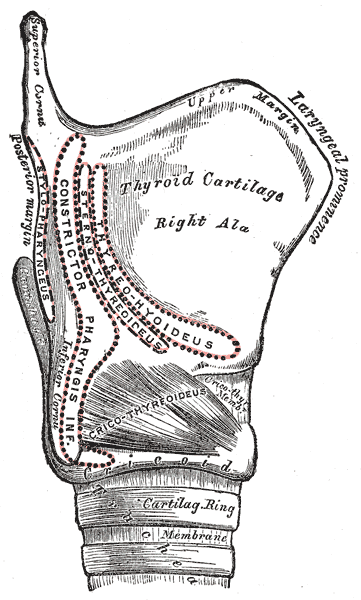
Vista lateral da laringe, mostrando acessórios musculares
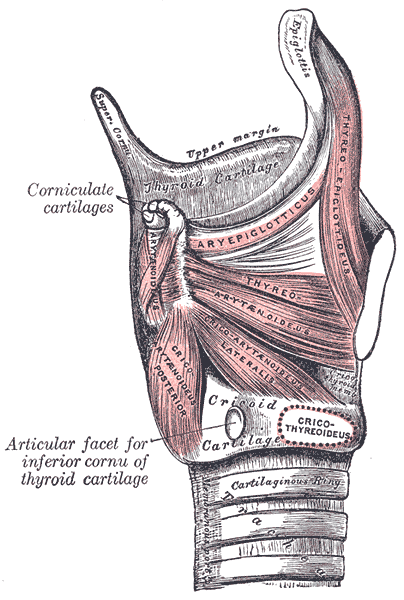
Músculos da laringe. Vista lateral. Lâmina direita da cartilagem tireoide removida
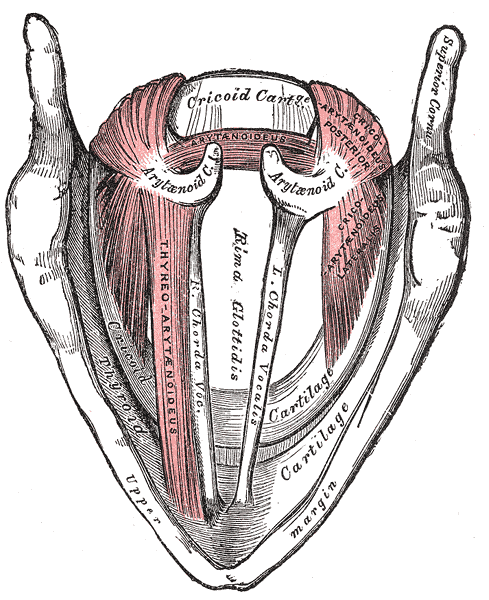
Músculos da laringe, vistos de cima
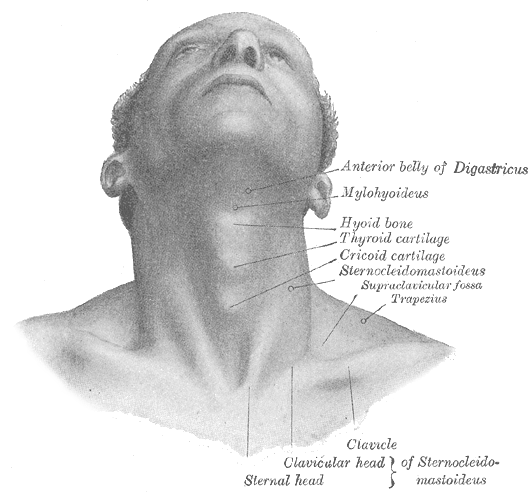
Vista frontal do pescoço
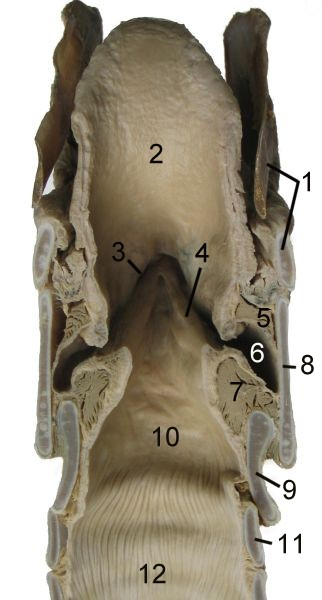
Corte através da laringe de um cavalo